# الشركة الوطنية للسكك الحديدية (فرنسا)

قطار فرنسي فائق السرعة تابع لشركة SNCF

خارطة السكك الحديدية في فرنسا (الزرقاء والسوداء والرمادية).

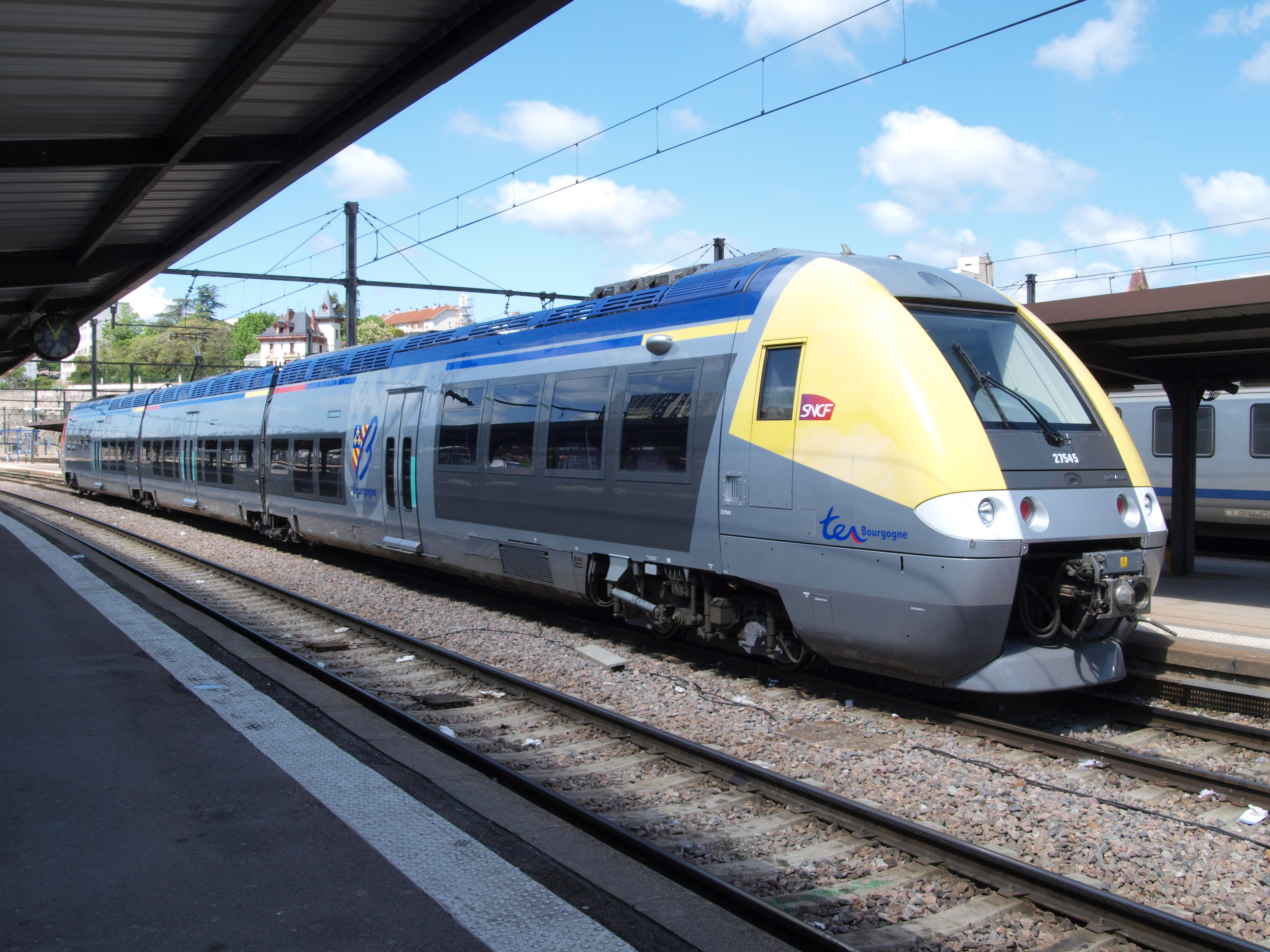
إحدى القطارات الصغيرة التابعة للشركة

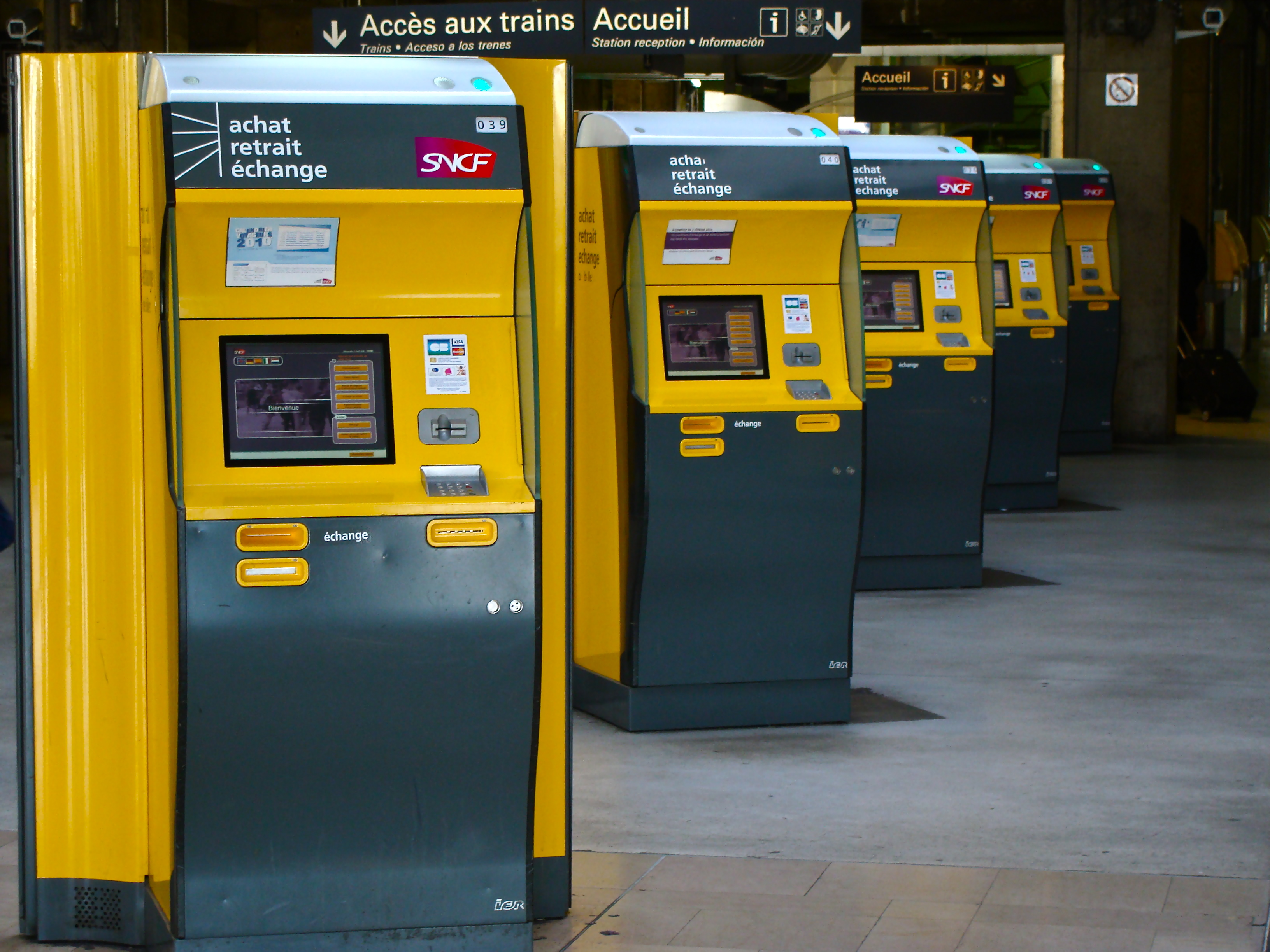
ألات شراء التذاكر الموجودة في محطات القطارات

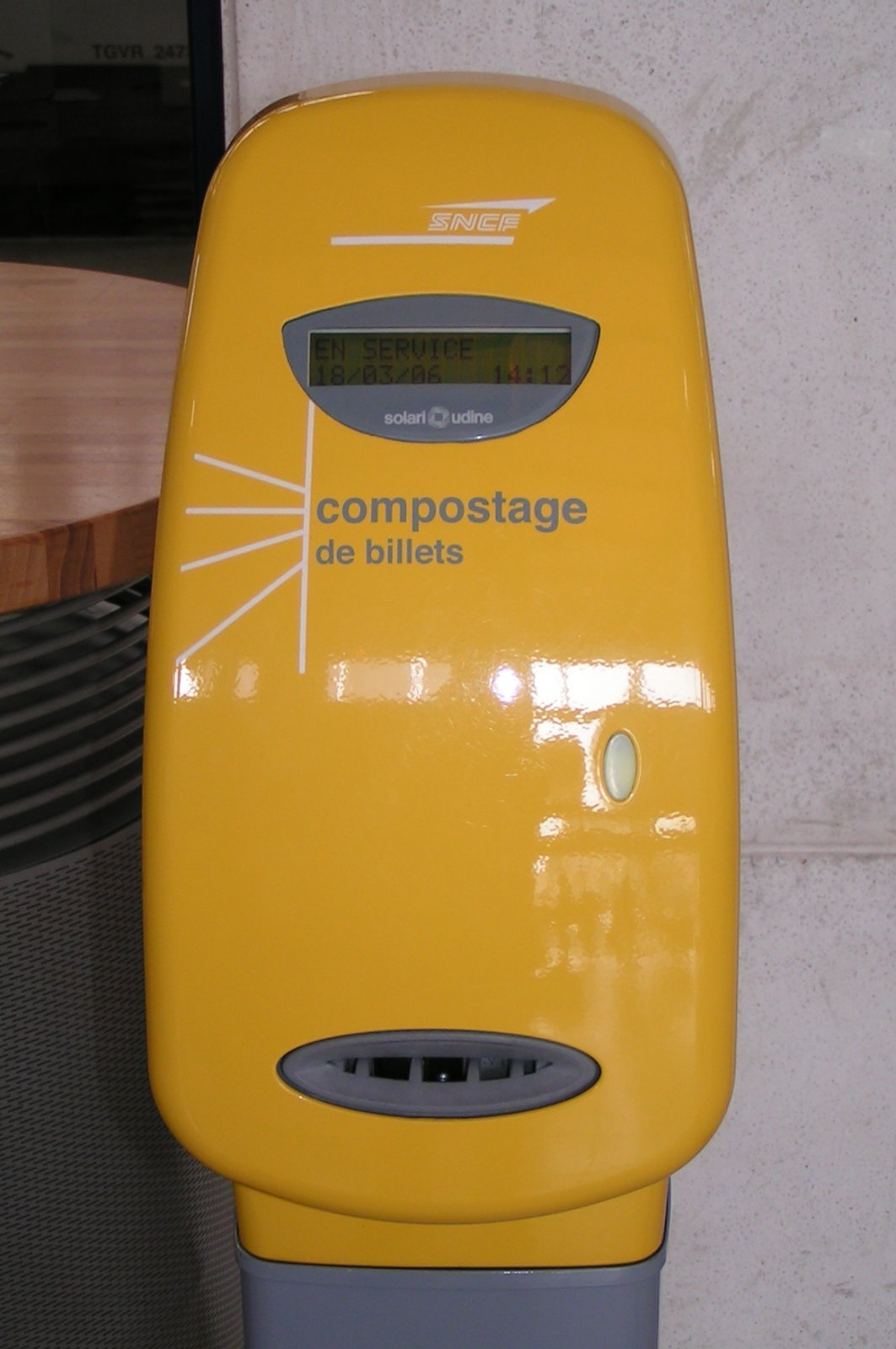
ألة المصادقة على التذاكر

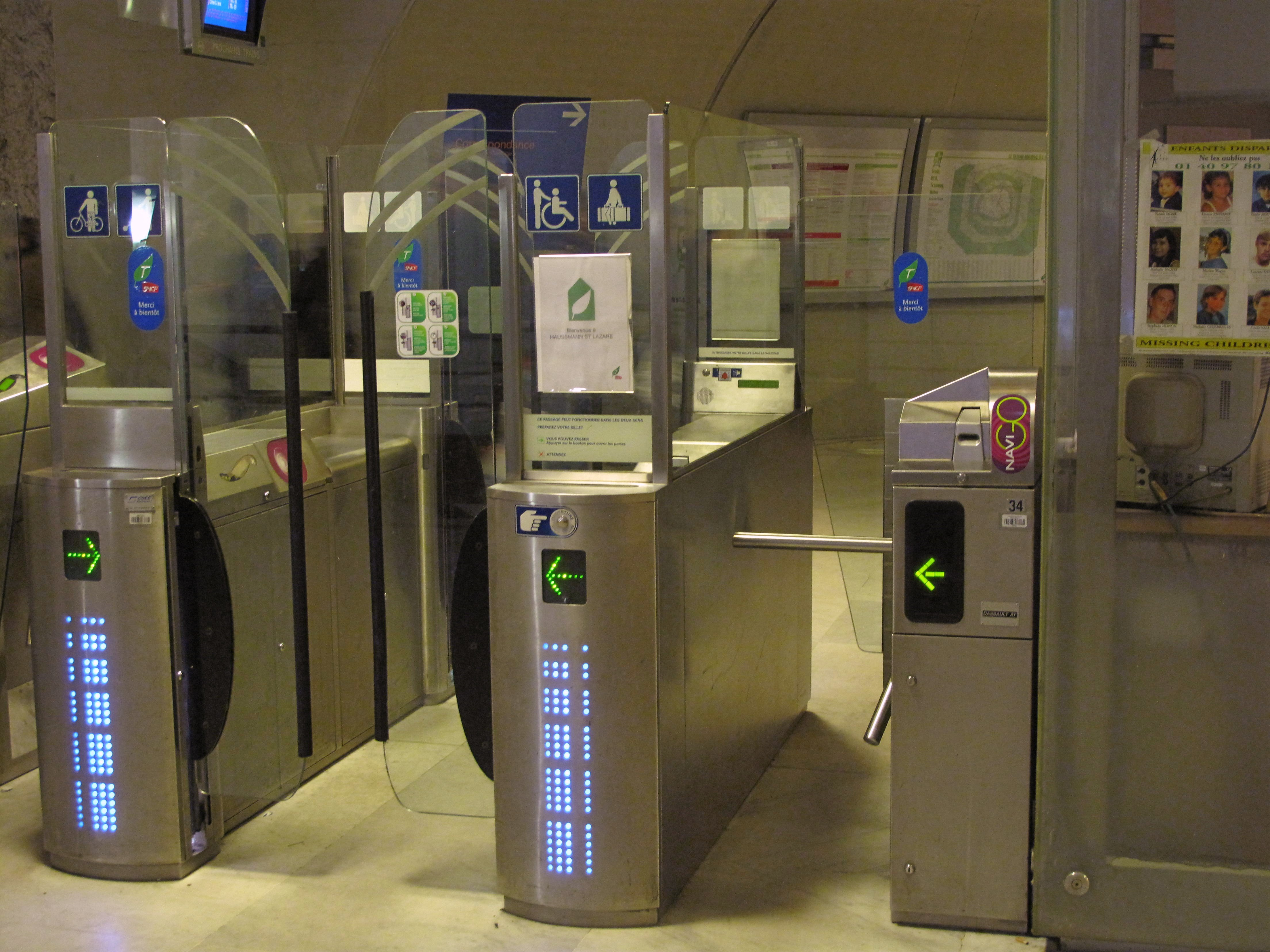
ألات السماح بالدخول إلى المحطات

الشركة الوطنية للسكك الحديدية الفرنسية هي (بالفرنسية: Société nationale des chemins de fer français) أو اختصارا SNCF، هي مؤسسة عمومية فرنسية تعمل في مجال النقل الحديدي، وهي أهم وأكبر شركة نقل حديدي في فرنسا، وهي جزء من مجموعة أس أن سي أف.

## تقديم
منذ الأول من يناير 2020، أصبحت إس إن سي اف شركة عامة محدودة رأس مالها مملوك للدولة الفرنسية. وهي مسؤولة عن الإدارة الإستراتيجية للمجموعة والبعثات متعددة الوظائف، وتمتلك رأس مال شركتين عامتين محدودتين أخريين، شبكة إس إن سي اف، المسؤولة عن شبكة السكك الحديدية الوطنية، وإس إن سي اف للمسافرين المسؤولة عن تشغيل القطارات،  تتولى إس إن سي اف محطات واتصالات، التابعة لشبكة إس إن سي اف، إدارة محطات الركاب. أصبحت إس إن سي اف شحن (SNCF Fret) أيضًا شركة فرعية 100 ٪ للشركة الأم، وهي شركة الشحن بالسكك الحديدية الأولى في فرنسا. مجموعة Geodis، وهي شركة أخرى تابعة لشركة SNCF منذ عام 2008، وتنشط في مجالات الخدمات اللوجستية والنقل البري. وأخيرًا، هناك أيضا شركة كيوليس للنقل العام هي أيضًا شركة فرعية بنسبة 70٪ لشركة SNCF.
لذلك فإن SNCF هي شركة سكك حديدية متكاملة. تعمل كمشغل (ركاب وبضائع) وكمسير للبنية التحتية للسكك الحديدية.
أصبحت شركة السكك الحديدية الوطنية الفرنسية مؤسسة صناعية وتجارية عامة في عام 1983 ، بينما كانت في السابق شركة عامة محدودة ذات اقتصاد مختلط.

## الشركة
الشركة الوطنية للسكك الحديدية الفرنسية (Société nationale des chemins de fer français/SNCF) هي شركة فرنسية معنية بالسكك الحديدية. لديها 49 شركة صغيرة تابعة لها وهي واحدة من أكبر المجموعات المهتمة بوسائل النقل والخدمات اللوجستية في أوروبا.
بلغت الأرباح 16 مليون يورو سنة 2003.
المدير:غليوم بيبي.
الشكل القانوني لـ SNCF هي مؤسسة عامة صناعية وتجارية، التي تملك أيضا حصص في أغلبية شركات (SNCF) ويقع المكتب الرئيسي لها في باريس.
وتوظف ما يقارب من 000 160 شخص (أوائل 2010) ومرابيح تقدر بـ 17.8 مليار يورو (2009)، وتمارس نشاطا مزدوج:
السكك الحديدية تعهد المسؤول عن الاستغلال التجاري لخدمات النقل بالسكك الحديدية للركاب والبضائع من جهة أولى.
التشغيل والصيانة، نيابة عن RFF، وشبكة السكك الحديدية الوطنية الفرنسية (عبر اتفاق الإدارة)، من جهة أخرى.
لدى SNCF حوالي 32000 كم من سكك الحديد منها 1850 كم من خطوط عالية السرعة (2007) و14800 كلم من الخطوط المكهربة و14000 كم للقطارات اليومية، ويسافر فيه مليار شخص سنويا. من حيث حجم نشاطها هي شركة السكك الحديدية الثانية للاتحاد الأوروبي بعد دويتشه بان.
وتشارك بقية مجموعة SNCF في توظيف ما يقرب من 68000 شخص. ومرابيحها تصل إلى 7.1 مليار يورو في المبيعات (2009)، في المجالات التالية:
- الخدمات اللوجستية والنقل البري (بما في ذلك Géodis)
- النقل البري للركاب (بما في ذلك Kéolis)
- ربط البحر (SeaFrance)
- التجارة (السفر sncf.com...)
- الهندسة (EFFIA، INEXIA...)
- التذاكر (RITMx)
- تشاركة السكك الحديدية يوروستار GIP التي تشترك مع شركاء آخرين، Thalys، Elipsos، Lyria، Artesia.

رئيسها هو غيوم بيبي، المدير التنفيذي السابق في هذه الشركة.

## مجموعة SNCF
هي الفرع المسؤول عن إدارة وتشغيل وصيانة شبكة البنية التحتية وهندسة السكك الحديدية والتي يهيمن عليها:
- (SNEF) فضاءات مجموعة سكك حديد.
- (ORFEA) هي منازل وماكن خاصة بالموظفون للراحة والسكن إذا كان مقر السكنى بعيد عن مركز العمل.
- البنية التحتية تشغل ما يقارب 3600 موظف في جميع أنحاء فرنسا ويوفد خبرائها في بعثات خارجية لمهارتهم ومساعدتهم في إدارة المشاريع وتشغيلها وصيانتها في جميع إنحاء العالم.

هذا الفرع هو المسؤول عن السكك الحديدية ونقل الركاب لمسافات طويلة بسرعة عالية. كما أنها مسؤولة عن توزيع التذاكر:
- السكك الحديدية الفرنسية.
- TGV/IDTGV
- قطار Téoz: قطارات المسافات الطويلة خلال هذا تخضع لحجز الإلزامي وإدارة العائدات.
- قطار classique Corail: قطارات المسافات الطويلة خلال هذا لا تخضع لحجز الإلزامي وإدارة العائدات.
- قطارLunéa وCorail الليل: يوفر هذين القطارين عملية الإتكاء على المقاعد والبطانيات وطقم ترحيب.

## الأداء الاقتصادي للمجموعة في عام 2010
و بلغت قيمة التداول الإجمالي للمجموعة لسنة 2010 مرابيح كثيرة قدرة ب 30,466 مليار يورو بزيادة قدرها 22% عن سنة 2009(24,822 مليار يورو) وتفسر هذه الزيادة على التكامل بين أطراف المجموعة ويمكن تقسيم المساهمة في المبيعات على النحو التالي:
- INFRA/البنية التحتية:5,128 مليار يورو.
- Proximités/القريب:10,770 مليار يورو.
- Voyages/السفر:7,217 مليار يورو.
- Géodis/جيودي:8,890 مليار يورو.
- المحطات والاتصالات:1,134 مليار يورو.

## الاليات المشغلة
SNCF لديها مجموعة متنوعة من عربات السكك الحديدية: الكهربائية قاطرات الديزل، قطارات فائقة السرعة، قطارات الترام والقطارات، سيارات الركاب، إلخ

يتم الاحتفاظ بمجموعة كبيرة من هذه وعرضها في مدينة القطار في ميلوز.

معرض العربات المشغلة
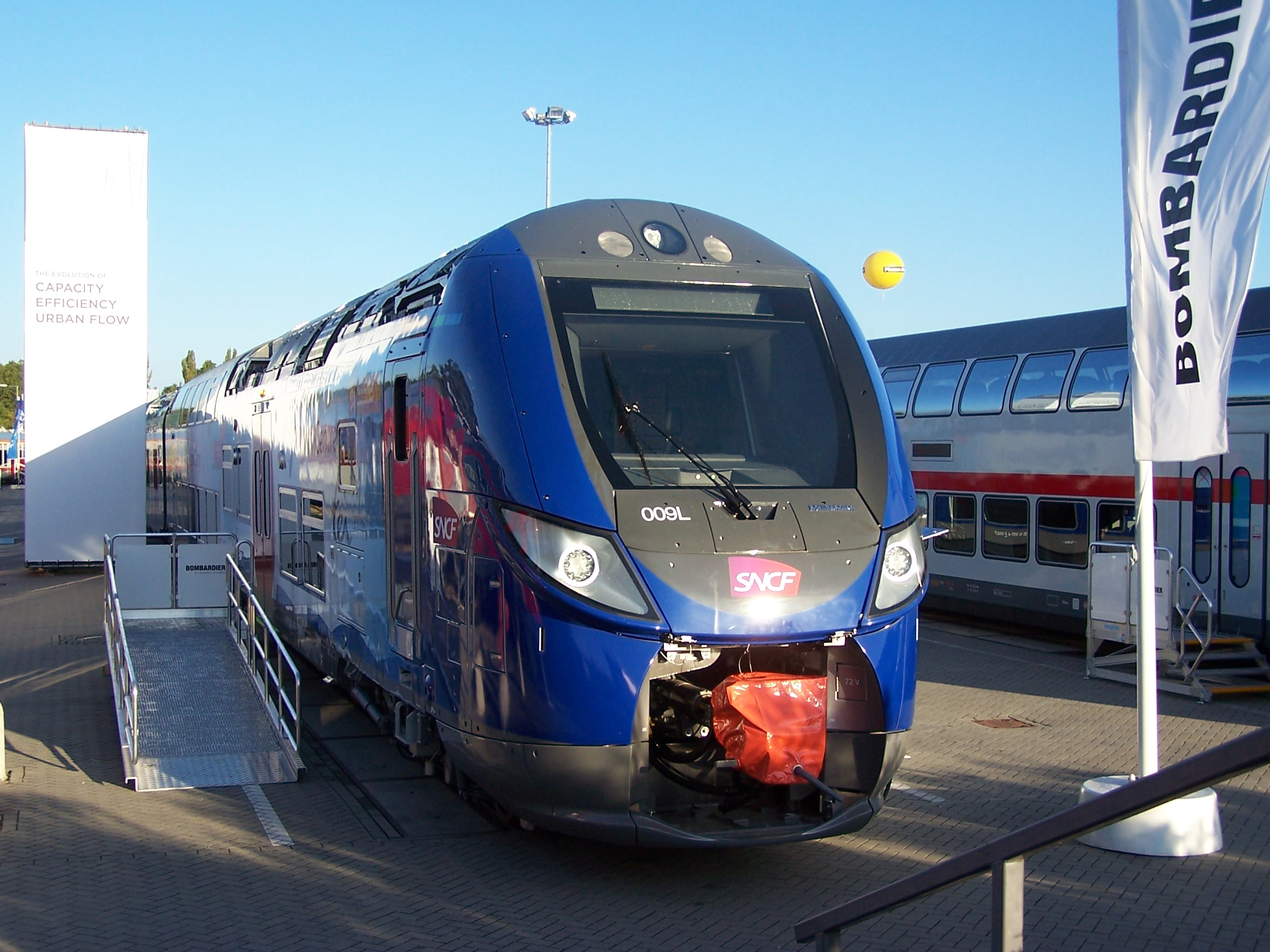
عربة ريجيو 2ن
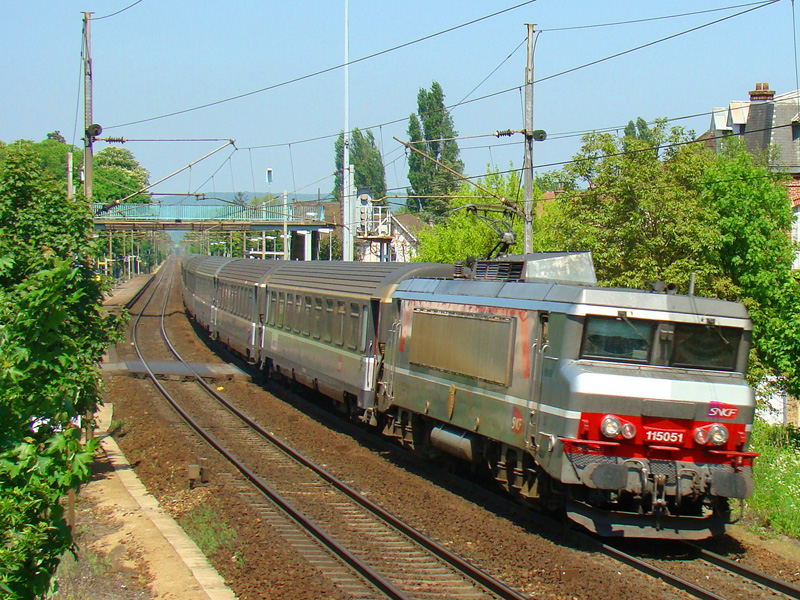
عربة بي بي 15051
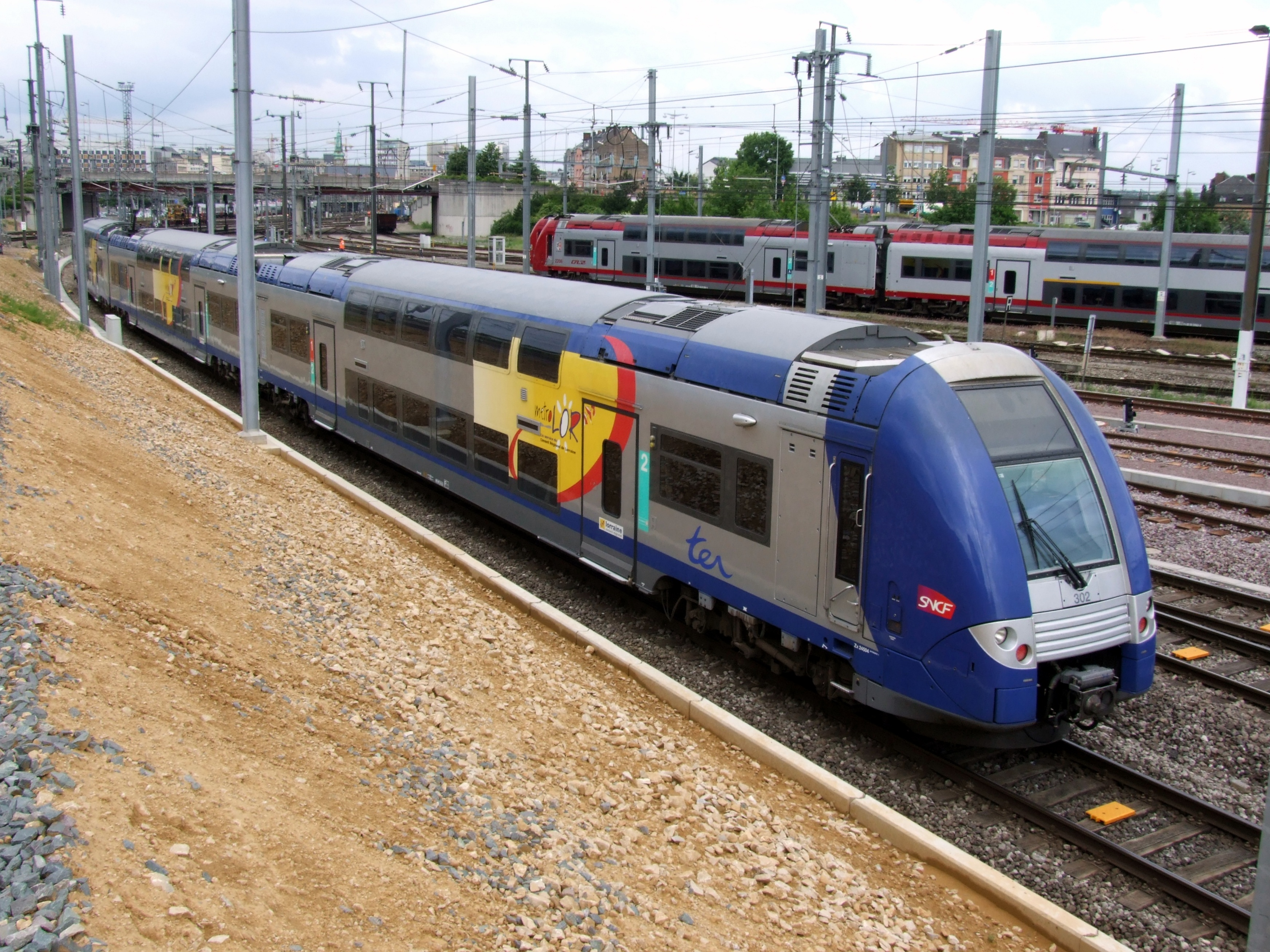
عربة ز50000
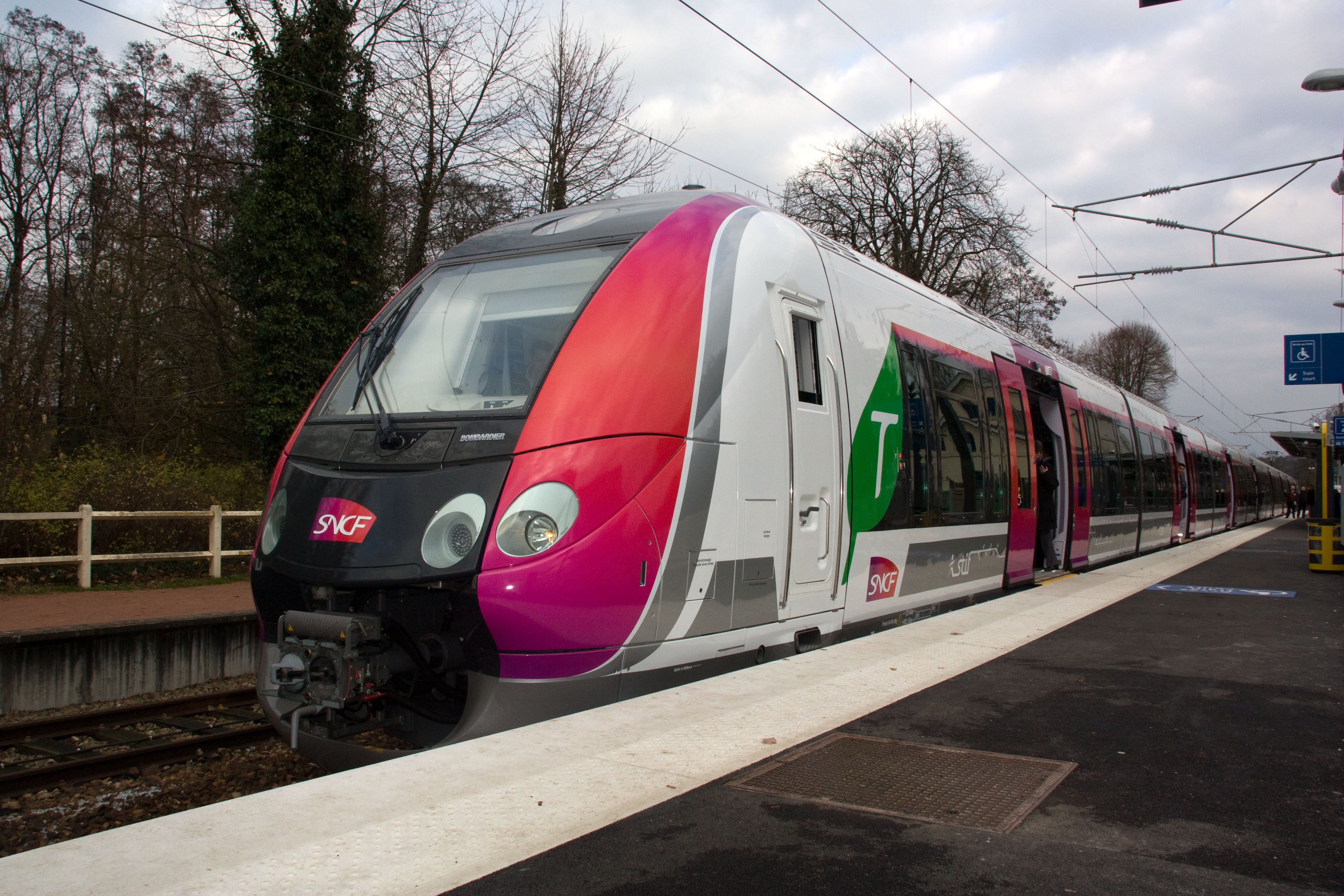
عربة ز 50000
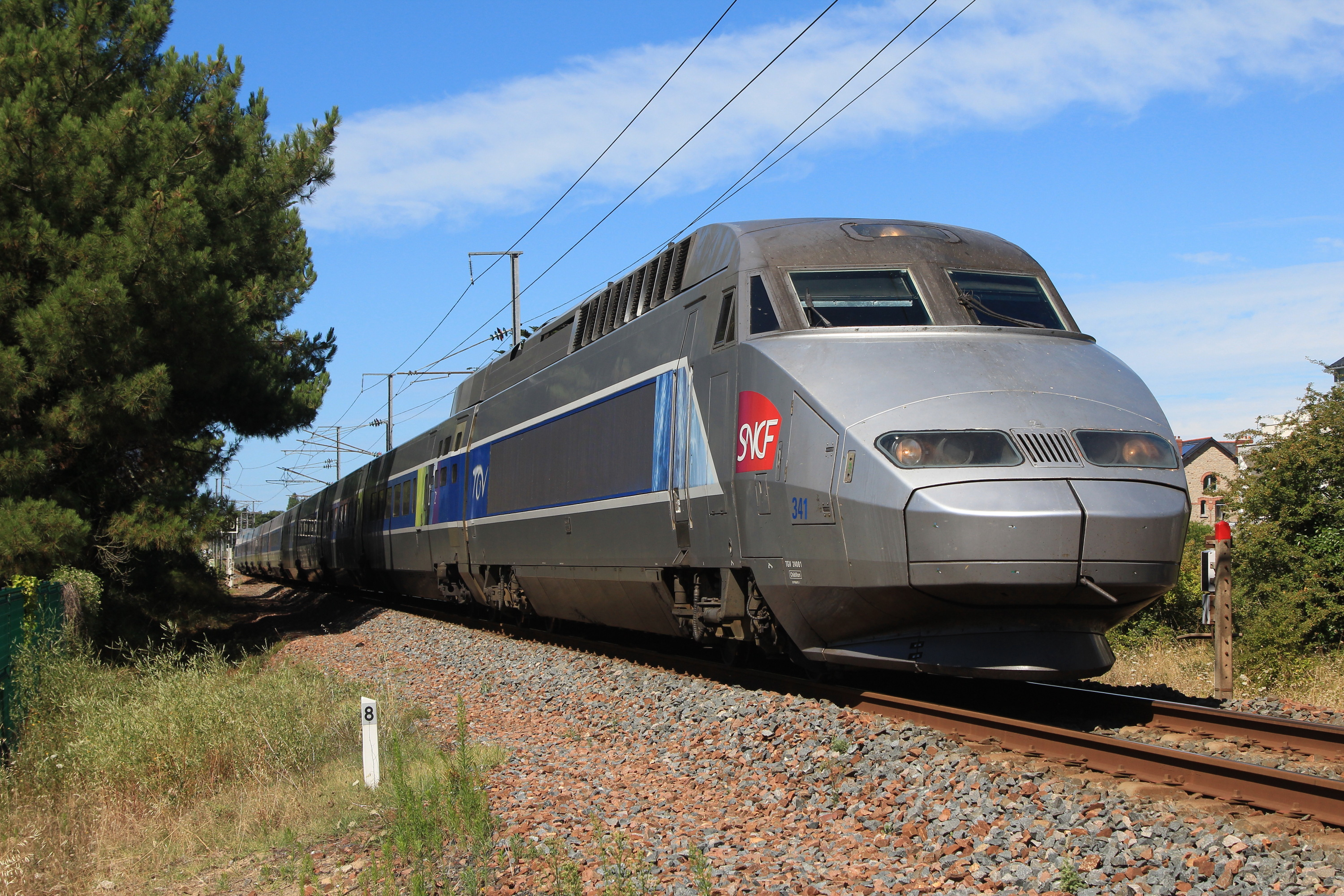
عربة قطار فائق السرعة
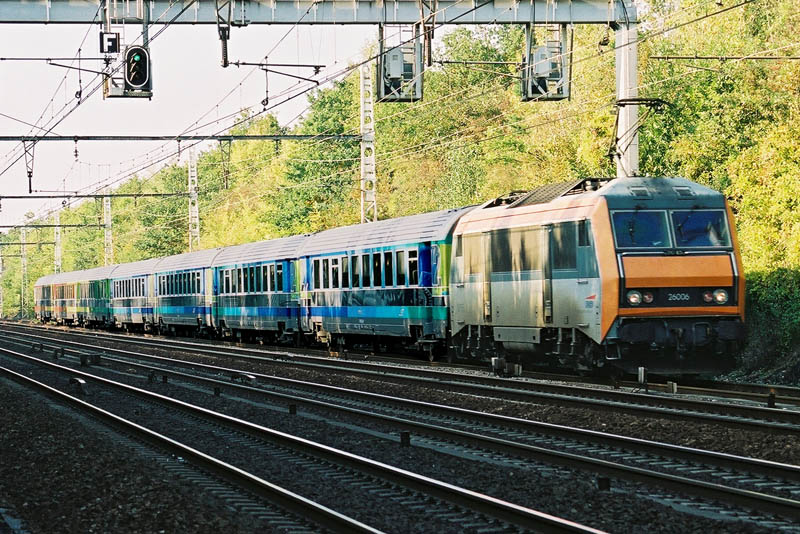
عربة بي بي 26006
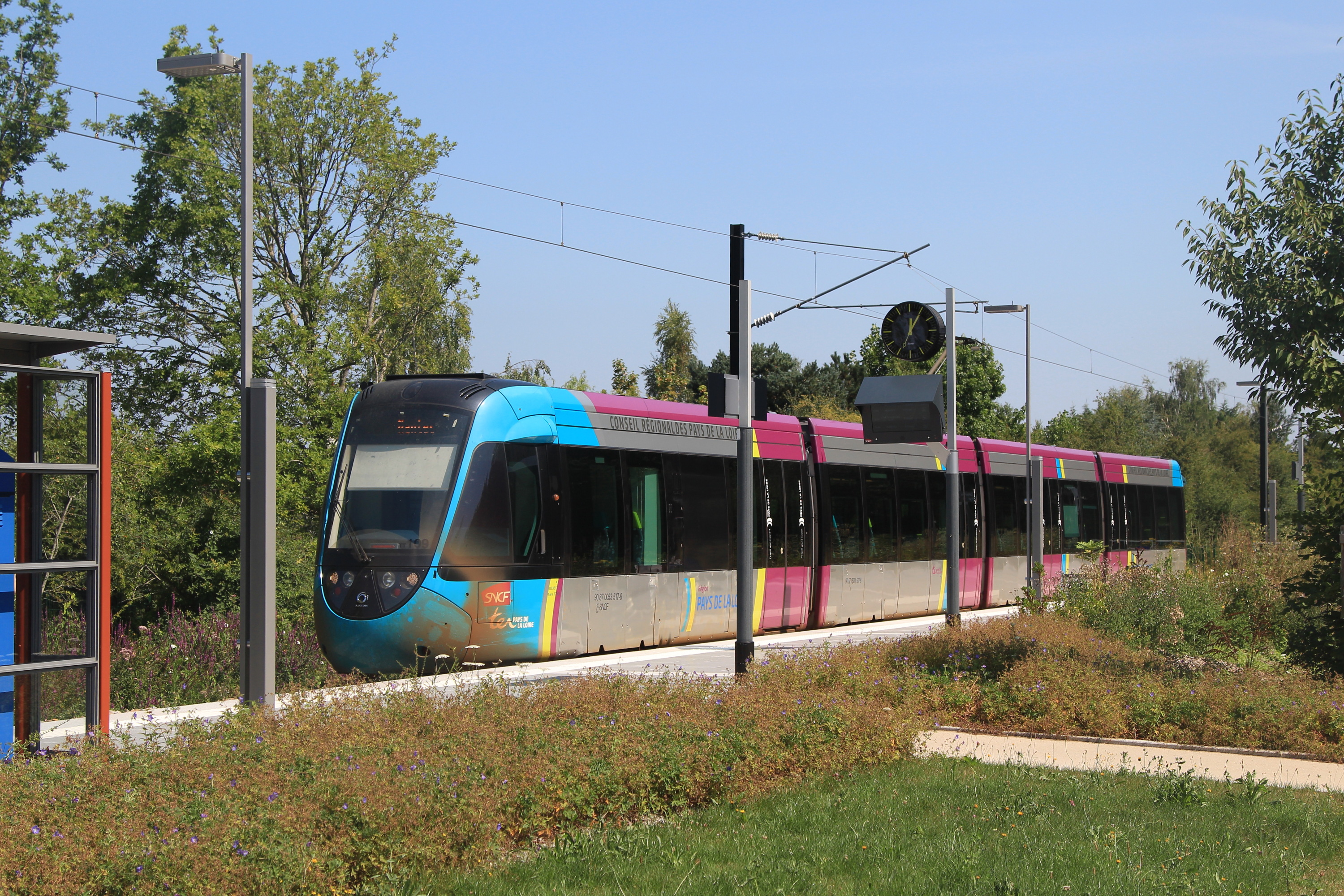
قطار-ترام
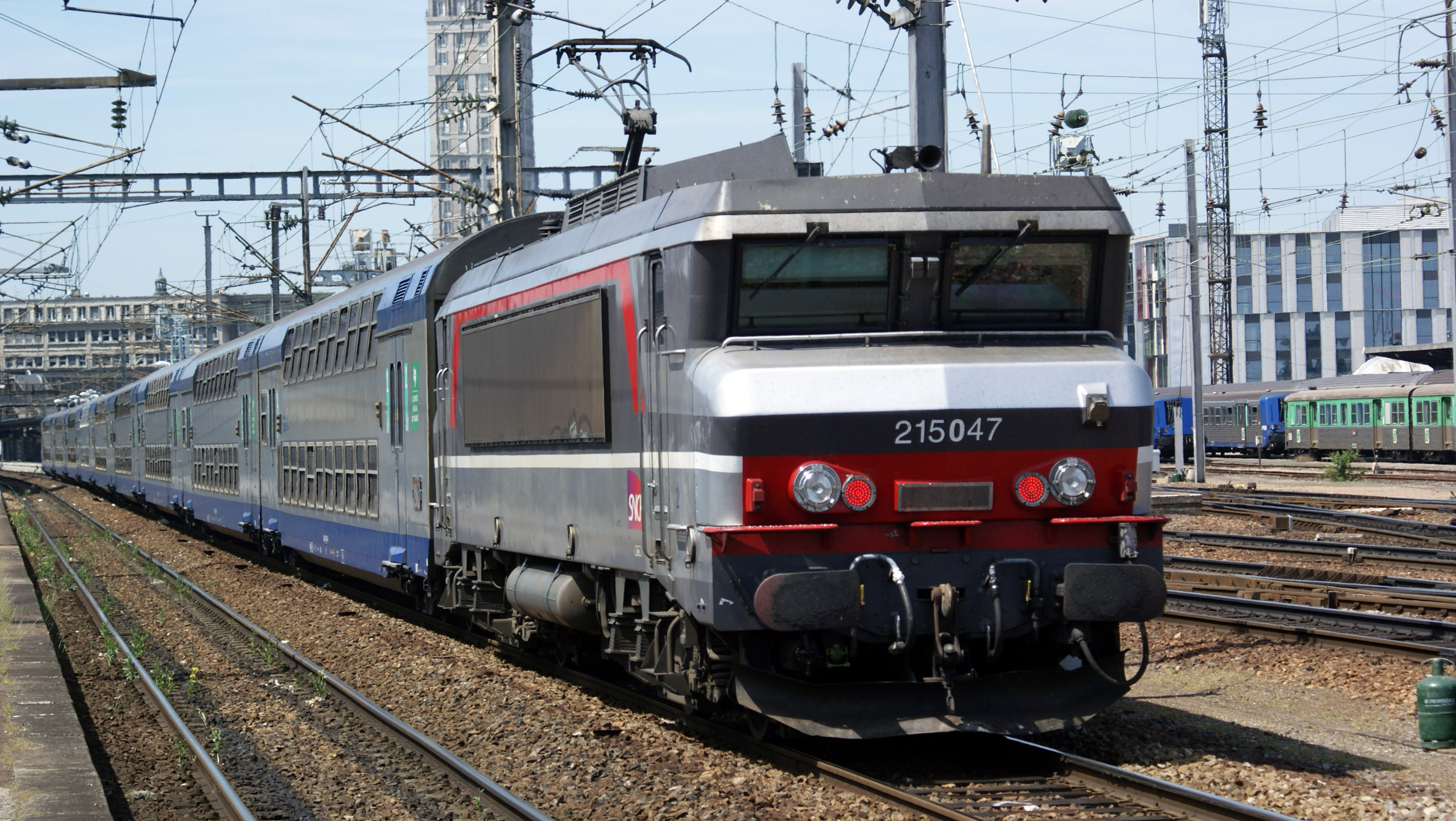
عربة بي بي 15000
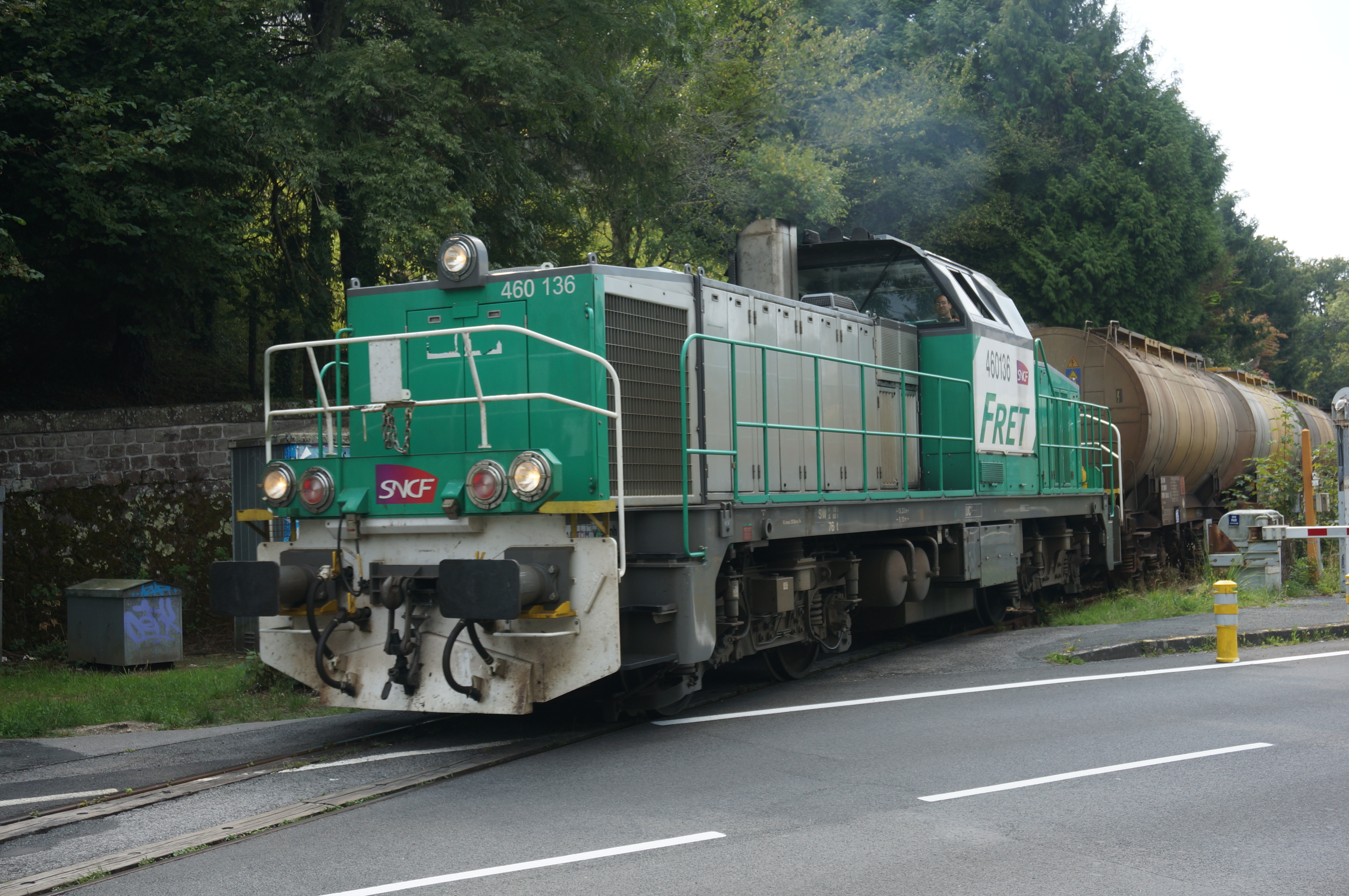
عربة شحن محمولة على بي بي 460136
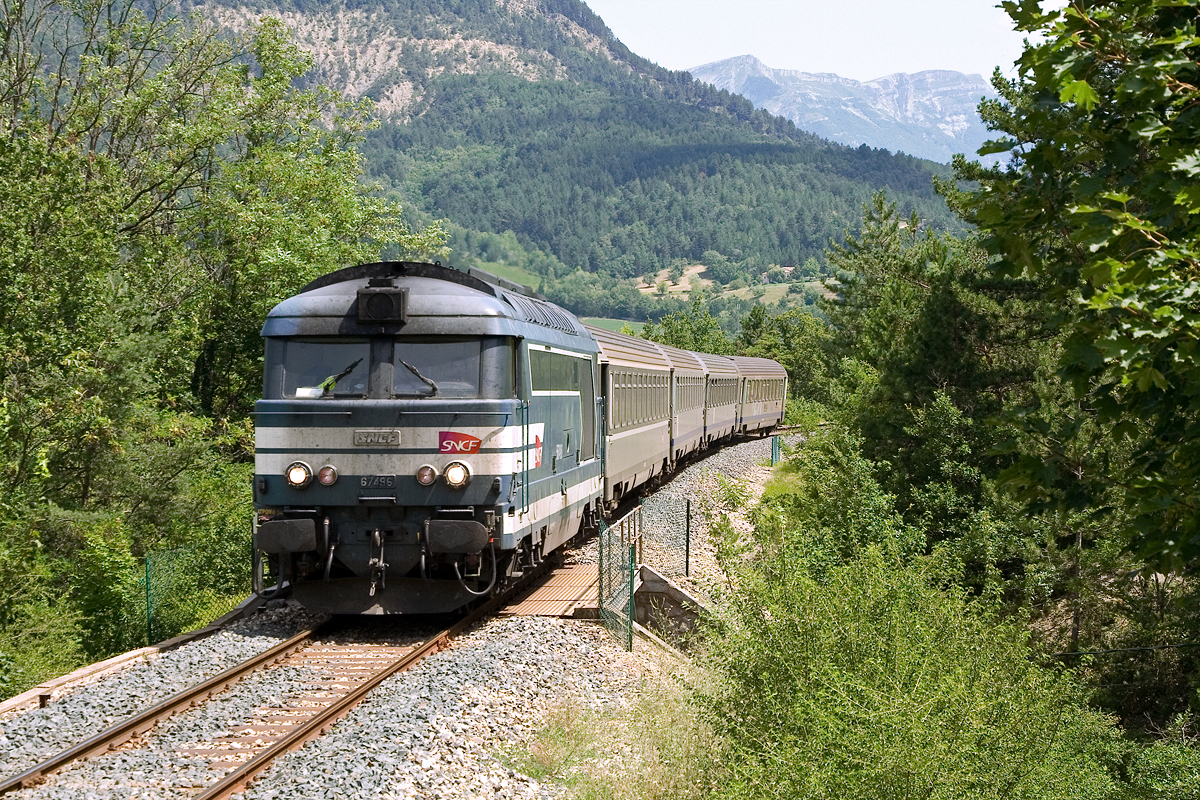
عربة بي بي 67400
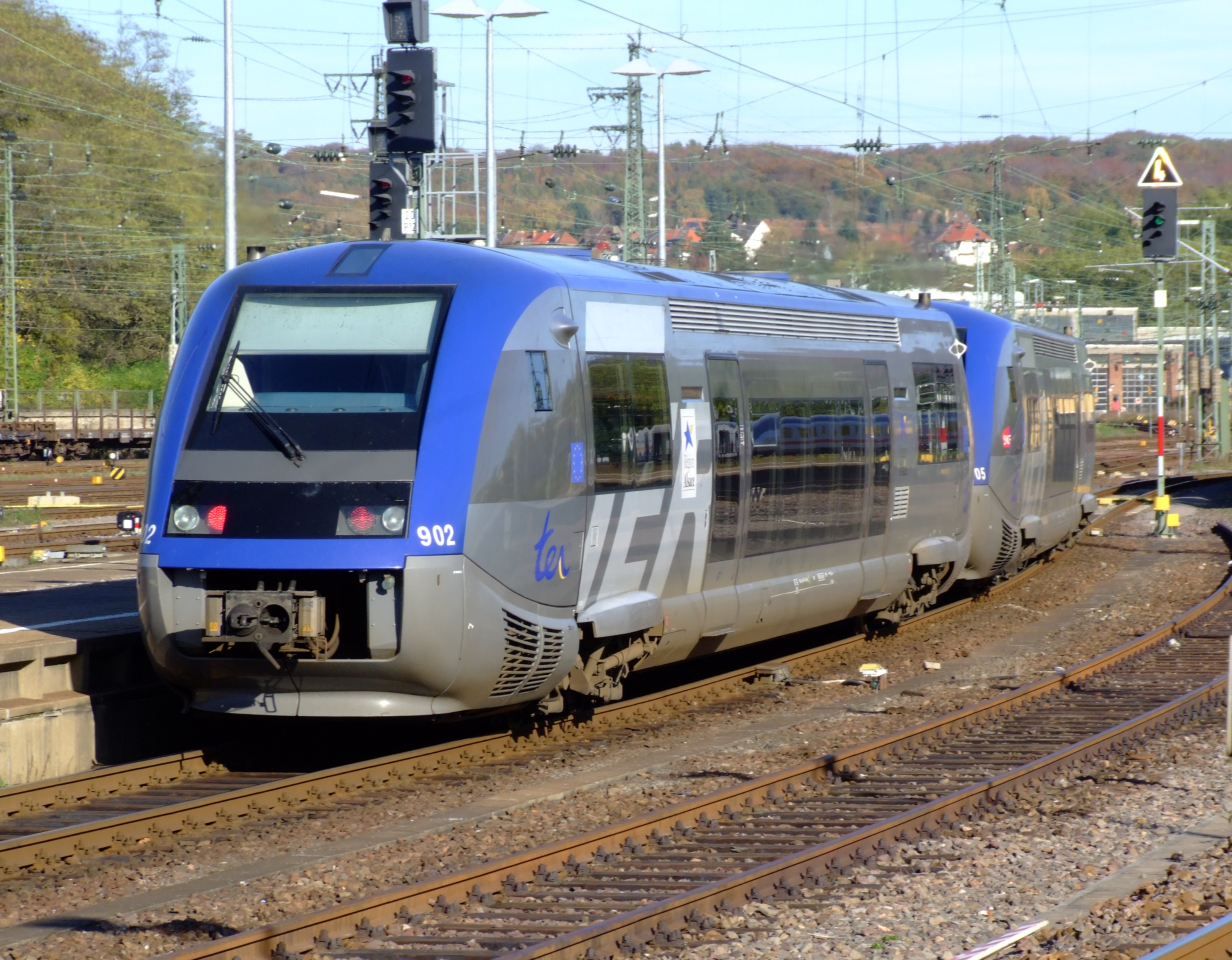
إكس 37900
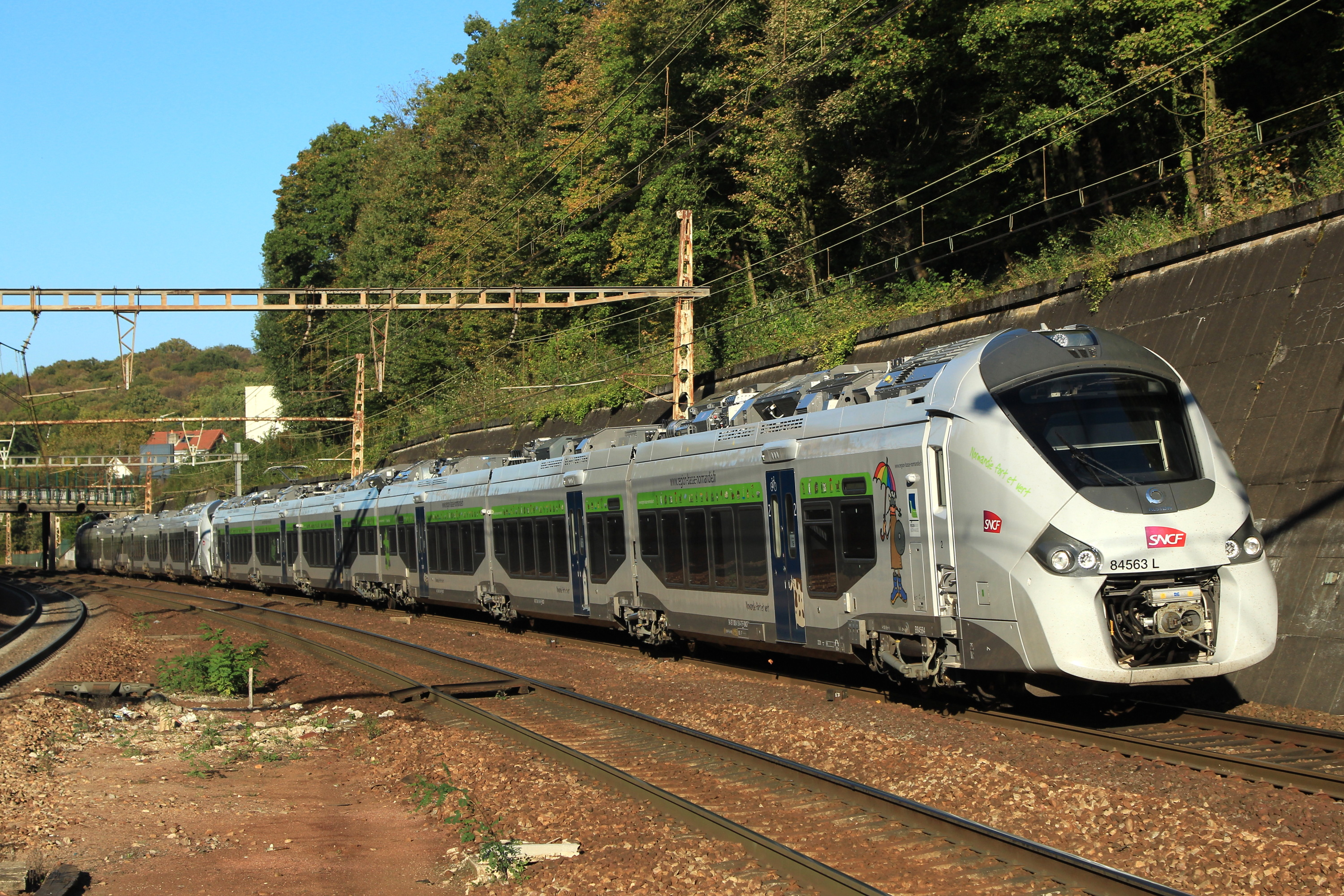
ريجيوليس
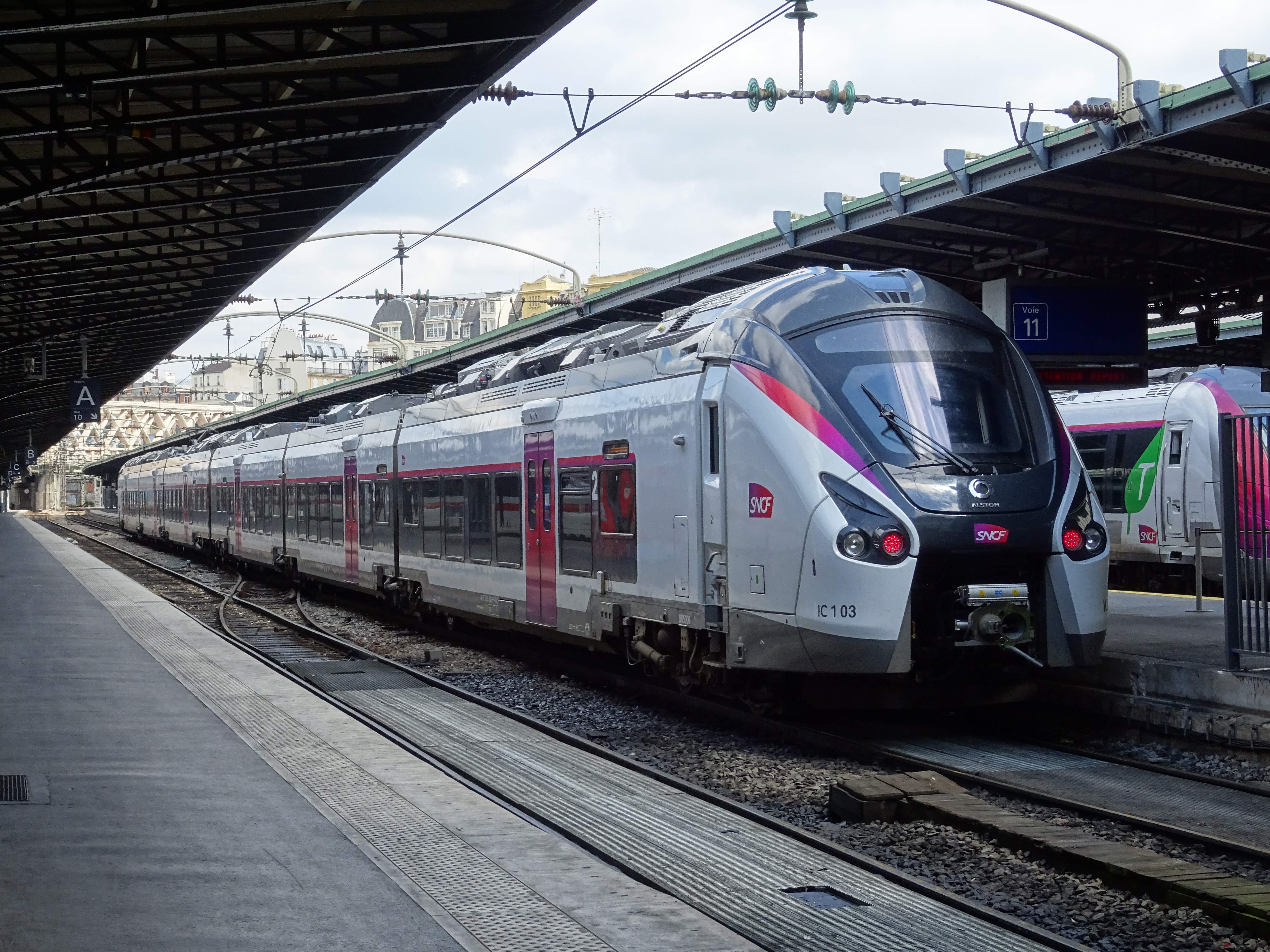
كوراديا لاينر

## رؤساء الشركة
منذ تأسيسها في عام 1938، ترأس SNCF,:
- بيير جيناند (1938-1940)
- بيير أوجين فورنييه (1940-1946)
- مارسيل فلوريت (1946-1949)
- بيير تيسييه (1949-1955)
- لويس أرماند (1955-1958)
- أندريه سيغالات (1958-1975)
- جاك بيليسير (1975-1981)
- أندريه شادو (1981-1985)
- فيليب إيسيغ (1985-1988)
- فيليب روفيلويس (1988)
- جاك فورنييه (1988-1994)
- جان برجوجنو (1994-1995)
- لوك لو فلوش بريجنت (1995-1996)
- لويس جالوا (1996-2006)
- آن ماري إدراك (2006-2008)
- غيوم بيبي (2008-2014)
- غيوم بيبي، جاك رابوبورت، فريديريك سان جيور (2015-2016)
- غيوم بيبي، باتريك جانيت، فريديريك سان جيور (2016-2019)
- جان بيير فاراندو، باتريك جانيت، فريديريك سان جيور (نوفمبر - ديسمبر 2019)
- جان بيير فاراندو (منذ الأول من يناير 2020).